# Могила М. В. Рево
Могила М. В. Рево — пам'ятка історії місцевого значення у Чернігові.

## Історія
Рішенням виконкому Чернігівської обласної ради народних депутатів трудящих від 31.05.1971 № 286 пам'ятному знаку надано статус «пам'ятника історії місцевого значення» з охоронним № 39 під назвою «Могила М. В. Рево (1889—1962 рр.) — українського радянського вченого в області ветеринарії та медицини».
Наказом Департаменту культури та туризму, національностей та релігій Чернігівської обласної державної адміністрації від 07.06.2019 № 223 для пам'ятника історії використовується нова назва — «Могила вченого, академіка у сфері ветеринарії та медицини М. Рево».

## Опис
Могила академіка Української академії сільськогосподарських наук Михайла Рево розташована на території Петропавлівського кладовища — вул. Старобелоуська, 6. З 1981 року одна з вулиць Чернігова зветься на честь Михайла Рево.
Могила розташована ліворуч від головного входу в правій смузі алеї. 1963 року на могилі було встановлено обеліск із чорного граніту заввишки 3 м, в який вмонтовано фотопортрет та надмогильну плиту з меморіальним підписом «Академік заслужений діяч науки У. С.С. Р. доктор медичних та ветеринарних наук професор Рево Михайло Васильович 1889—1962», нижче: «Від дружини та сина!».